# Incidente Tian Mingjian
O incidente de Tian Mingjian (também conhecido em chinês como tiro em massa no portão de Jian'guo) foi um ato de assassínio em massa que ocorreu em Pequim, China em 20 de setembro de 1994, quando o oficial Primeiro-tenente Tian Mingjian (chinês: 田明建) do Exército de Libertação Popular matou seu oficial e vários outros soldados em sua base militar do Condado de Tongxian e depois dirigiu em direção a Jianguomen (Pequim), onde continuou sua onda de tiros e disparou indiscriminadamente contra as pessoas nas ruas. 17 civis, incluindo um diplomata iraniano e seu filho, juntamente com até 11 soldados e policiais foram mortos antes que Tian fosse finalmente morto a tiros por um atirador da polícia.
Tian Mingjian (nascido em 1964) era um primeiro-tenente estacionado em uma base do exército no condado de Tongxian, um subúrbio de Pequim. Ele estava no exército há mais de dez anos, originalmente como atirador de elite e era altamente qualificado no campo da tecnologia militar. Ele já foi promovido a oficial do estado-maior do regimento para assuntos militares, mas devido ao seu mau humor e irritabilidade, acabou sendo rebaixado para comandante interino da empresa. No momento do tiro, ele servia nessa posição no 12º Regimento da 3ª Divisão de Guarda de PLA Beijing Garrison (中国人民解放军北京卫戍 区). Diz-se que ele violou a disciplina ao espancar outros soldados e teve uma queixa contra seus superiores por ter sido repreendido por isso.
Tian era casado, mas devido ao seu rebaixamento, sua esposa não teve permissão para morar com ele na base. Ele enviou presentes ao regimental comissário político, que então prometeu ajudá-lo neste assunto, mas dois dias antes do tiroteio o comissário devolveu os presentes e deu a entender que puniria Tian.
Também foi relatado que Tian teve uma briga com seus superiores porque eles forçaram sua esposa a fazer um aborto quando ela estava grávida de seu segundo filho, de acordo com a política do filho único da China. Tian já tinha uma filha, mas veio da área rural da província de Henan, onde fortes valores tradicionais enfatizam a geração de um filho do sexo masculino. Assim, Tian secretamente planejava ter um filho até que alguém no exército revelasse seu plano e o oficial de controle de natalidade forçasse sua esposa a fazer um aborto. A essa altura sua esposa já estava grávida de sete meses e morreu durante a operação junto com o feto (mais tarde descobriu-se ser um menino).

## Tiroteio

### Base do Exército
Em 20 de setembro, Tian se armou com um rifle de assalto Type 81] e matou o comissário político do regimento no campo de treinamento. Também matou três outros oficiais militares que estavam tentando detê-lo e feriu pelo menos mais dez antes de fugir da base militar. Enquanto seus companheiros soldados foram ordenados a vestir roupas civis para não perturbar o público ao procurar o desertor, Tian sequestrou um jipe e seguiu em direção a Pequim. Outros relatórios afirmaram que ele embarcou em um ônibus.

### Jianguomen
Às 7h20, ao se aproximar de um sinal vermelho em Jianguomen, um motorista bateu seu veículo em uma árvore e tentou fugir. Tian o matou, pulou do carro e começou a atirar nas pessoas aleatoriamente enquanto se dirigia para o distrito da embaixada. Assim, ele matou 17 civis, incluindo o diplomata iraniano Mohammadi Pishknari e seu filho de 9 anos, enquanto outro dos filhos de Pishknari e sua filha ficaram feridos.
A essa altura, milhares de policiais correram para o local e tentaram desesperadamente prender o atirador, mas não conseguiram, pois Tian era um atirador experiente e excelente. A polícia finalmente sitiou Tian na Yabao Road e se envolveu em um tiroteio com ele, no qual um número não revelado de policiais foi morto e vários transeuntes atingidos por balas. Também um ônibus ficou preso na linha de fogo, quando o motorista em pânico parou seu veículo, resultando em mais vítimas. Eventualmente, o fogo pesado da polícia forçou Tian a fugir para um beco sem saída, onde foi morto por um franco-atirador.
O número exato de vítimas permanece desconhecido, embora logo após 14 pessoas tenham sido relatadas mortas e outras 72 feridas, muitas delas tão gravemente que os médicos esperavam que o número de mortos aumentasse para 40 ou 50. O jornal Lien Ho Pao noticiou em 7 de dezembro do mesmo ano que 15 pessoas foram mortas, entre elas seis militares, e outras 60 ficaram feridas.

## Consequências
Quando a televisão canadense começou a noticiar ao vivo sobre o tiroteio no distrito da embaixada, a transmissão via satélite foi imediatamente desligada pelo governo chinês e outras reportagens, incluindo entrevistas no local, foram proibidas.
Logo após o tiroteio, o Comando da Guarnição de Pequim (BGC) recebeu ordens da Comissão Militar Central para realizar uma revisão completa do incidente. A investigação foi organizada pelo Quartel-General do Estado-Maior do Exército de Libertação Popular e pelo Departamento Político Geral e chefiada pelo general Zhang Zhen]], então vice-presidente da Comissão Militar Central.
Devido à investigação, o comandante da Região Militar de Pequim, tenente-general Li Laizhu, e seu comissário político, tenente-general Gu Shanqing, receberam sérias advertências como sanção disciplinar e graves deméritos dentro do partido. Também resultou na demissão e desmerecimento do comandante do BGC Major General Liu Fengjun e do comissário político do BGC Major General Yang Huichuan, que foram então substituídos por He Daoquan e Zhang Baokang. A Terceira Divisão de Guardas, bem como o comandante do 12º Regimento e todos os comandantes de batalhão e instrutores sob seu comando, foram demitidos enquanto vários oficiais militares do Departamento Político da Região Militar de Pequim e do Quartel-General da Guarnição de Pequim e do Departamento Político foram punidos. No total, cerca de 60 oficiais militares foram punidos, desmerecidos ou demitidos como consequência do tiroteio.
Além disso, a Terceira Divisão de Guardas da Guarnição de Pequim foi transferida de Pequim para um posto fronteiriço remoto, e uma ordem geral foi emitida para todo o exército pelo quartel-general da Comissão Militar Central para realizar estritamente o sistema de gerenciamento de armamento e fortalecer o trabalho ideológico.<nome de referência=LHP0702/>
Outros foram premiados por lidar com o tiroteio, entre eles um oficial que dirigiu a interceptação de Tian e o atirador que matou o atirador.